# 新瓦西里夫卡 (斯尼胡里夫卡市鎮)
47°0′7″N 32°48′24″E / 47.00194°N 32.80667°E
新瓦西里夫卡（烏克蘭語：Нововасилівка）是位於烏克蘭南部的村莊，由尼古拉耶夫州巴什坦卡區的斯尼胡里夫卡市鎮負責管轄。該村面積0.88平方公里，海拔高度13米，2001年人口776，人口密度每平方公里881.8人。